# 工人委員會
工人委员会是一种经济合作组织形式，是指在一个单独的企业或工作环境（如工厂、学校或农场）中，当地工人集体管控这一实体。形式的核心即是通过临时且可随时撤换的代表管理。在这拥有临时代表的体制内，工人们自行决定工作日程以及工作需求。他们也授权临时代表发布日程和督促追赶进度。临时代表由工人群体选举而出，当被认为有悖于授权人时可被随时替换。代表通常被视为应随时更换的。体制内不存在经理，所有决定权和组织都基于这一授权系统。诸如安东尼·潘涅库克和罗莎·卢森堡等社会主义者都曾提倡过工人委员会制度。
在现代历史上，工人委员会或类似的形式曾多次出现过。尽管实际上许多情形下，委员会并没有完全掌握权力且受制于种种外部势力。最早即出现在1871年法国的巴黎公社。随后，在1905年和1917年的俄国出现过，俄语音译即为“苏维埃”。德国在1918年的革命中也大量出现工人委员会。意大利都灵在1919年至1920年，爱尔兰在1920至1921年期间，中国在1926至1927年期间，西班牙在1936年西班牙革命期间，匈牙利在1919年和1956年，法国在1968年，智利在1973年，伊朗在1978年至1979年。